# Джуджевидна мармозетка
Джуджевидната мармозетка (Callithrix pygmaea, нарича се и Мармозетка джудже) е вид дребен бозайник от семейство Остроноктести маймуни (Callitrichidae). Тя тежи едва 15 грама при раждането си. Обикновено възрастният екземпляр достига тегло от 119 грама. Средната им дължина е 136 милиметра без опашката, която обикновено е по-дълга от самото тяло. Въпреки своя размер, те могат да прескачат до 5 метра във въздуха.

## Разпространение
Обитават горното поречие на Амазонка, горите на северно Перу и Боливия източен Еквадор, южна Колумбия и крайните западни части на Бразилия. Често се среща в по краищата на горите в близост до реки и сезонни заливни площи. По-голямата част от живота си прекарва по дърветата.

## Описание
Джуджевидната мармозетка си съперничи по най-малкото тегло при приматите с малкия миши лемур. Дължината на тялото им е едва 14 до 16 cm, а опашката е дълга от 17 до 22 cm. Тежат от 100 до 150 грама – женските са с тегло около 120 грама, а мъжките 140 грама. Козината им е гъста, дълга и златисто кафява в областта на гърба. Към корема избледнява до оранжева и бяла. Дългите кичури по главата и гърдите създават впечатление, че има грива.

## Класификация
Видът е класифициран в монотипен подрод Cebuella, който през 1997 г. е отделен в нов род (McKenna and Bell). След преразглеждане на класификацията през 2001 г. видът отново е класифициран в род Callithrix, подрод Cebuella (Groves, Townsend)
Видът е известен с два подвида:
- Cebuella pygmaea pygmaea – западен
- Cebuella pygmaea niveiventris – източен

## Поведение
Джуджевидните мармозетки са активни в утринните и следобедните часове на денонощието. Обитават дърветата, придвижват се на четири крака в това число на вертикални клони. Скачат и на разстояние от няколко метра. Представителите на вида живеят в родови групи състоящи се от няколко поколения. Териториални животни са като маркират територията си със специален секрет отделян от жлеза. Натрапниците, които носят друга миризма биват пропъждани с викове.

## Хранене
Джуджевидните мармозетки се хранят с дървесни сокове като прегризват кората и облизват отделения сок. Често в менюто им влизат насекоми, паяци и плодове.

## Размножаване
Според някои източници джуджевидните мармозетки са моногамни, но според други самките се чифтосват с няколко мъжки. Бременността продължава до 150 дни, раждат обикновено по две малки. Бащата и другите членове от групата помагат за възпитанието на потомството, носят ги на гърба си като ги подават на майката, когато трябва да сучат. Полова зрялост настъпва на около две годишна възраст. Най-голямата продължителност на живота им е регистрирана от 11 години.